# Шмирки

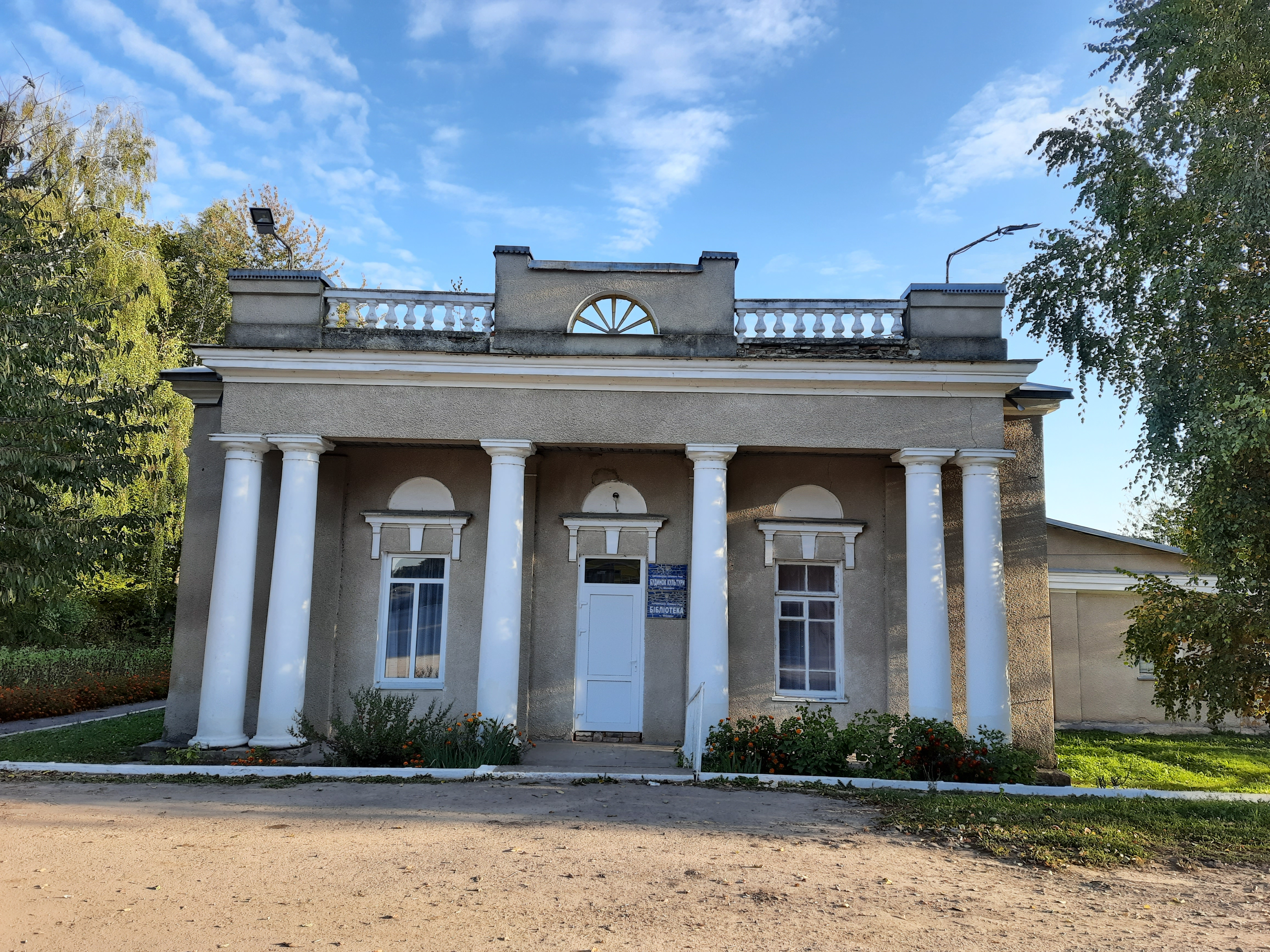
Будинок культури

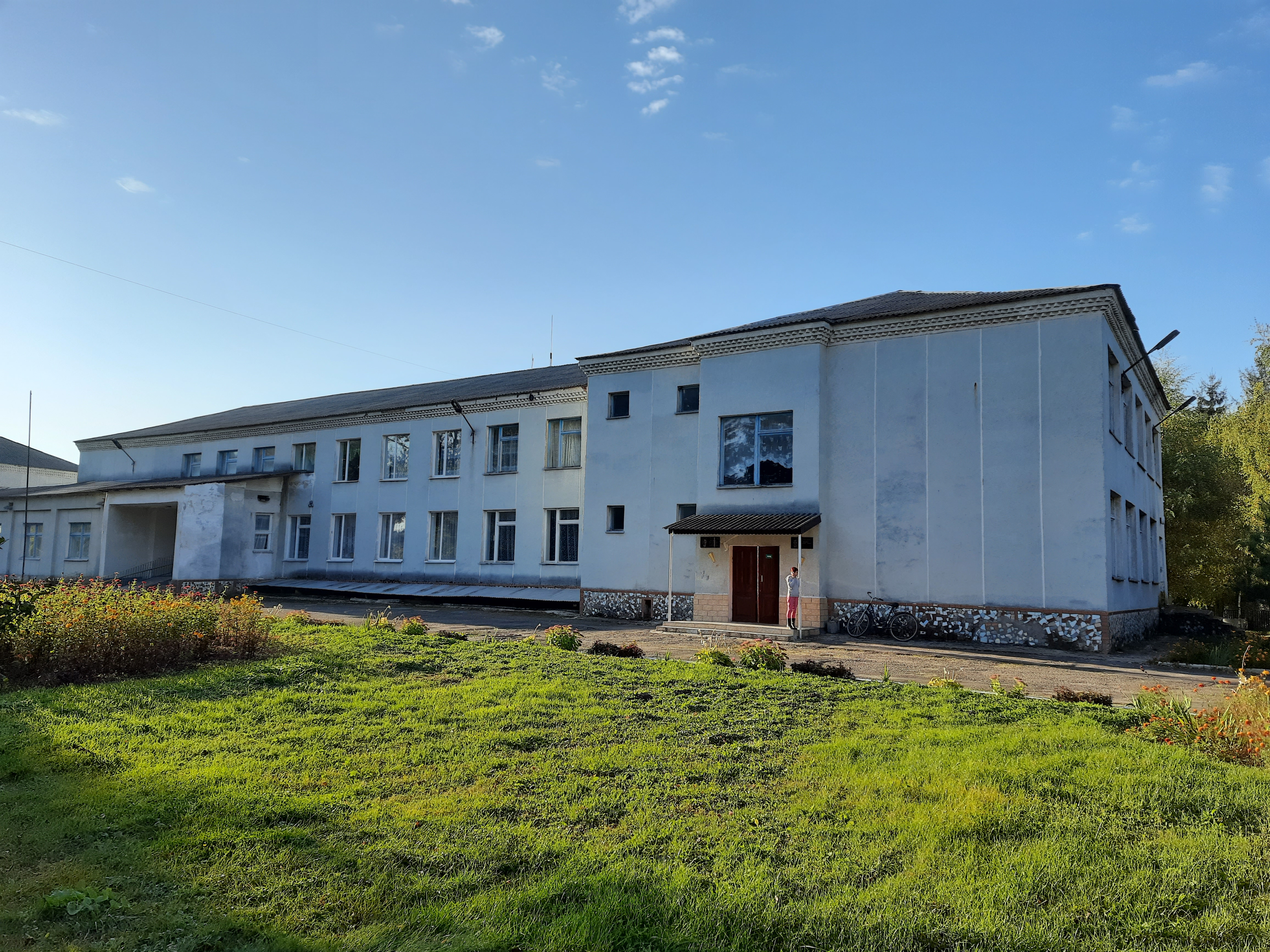
Школа

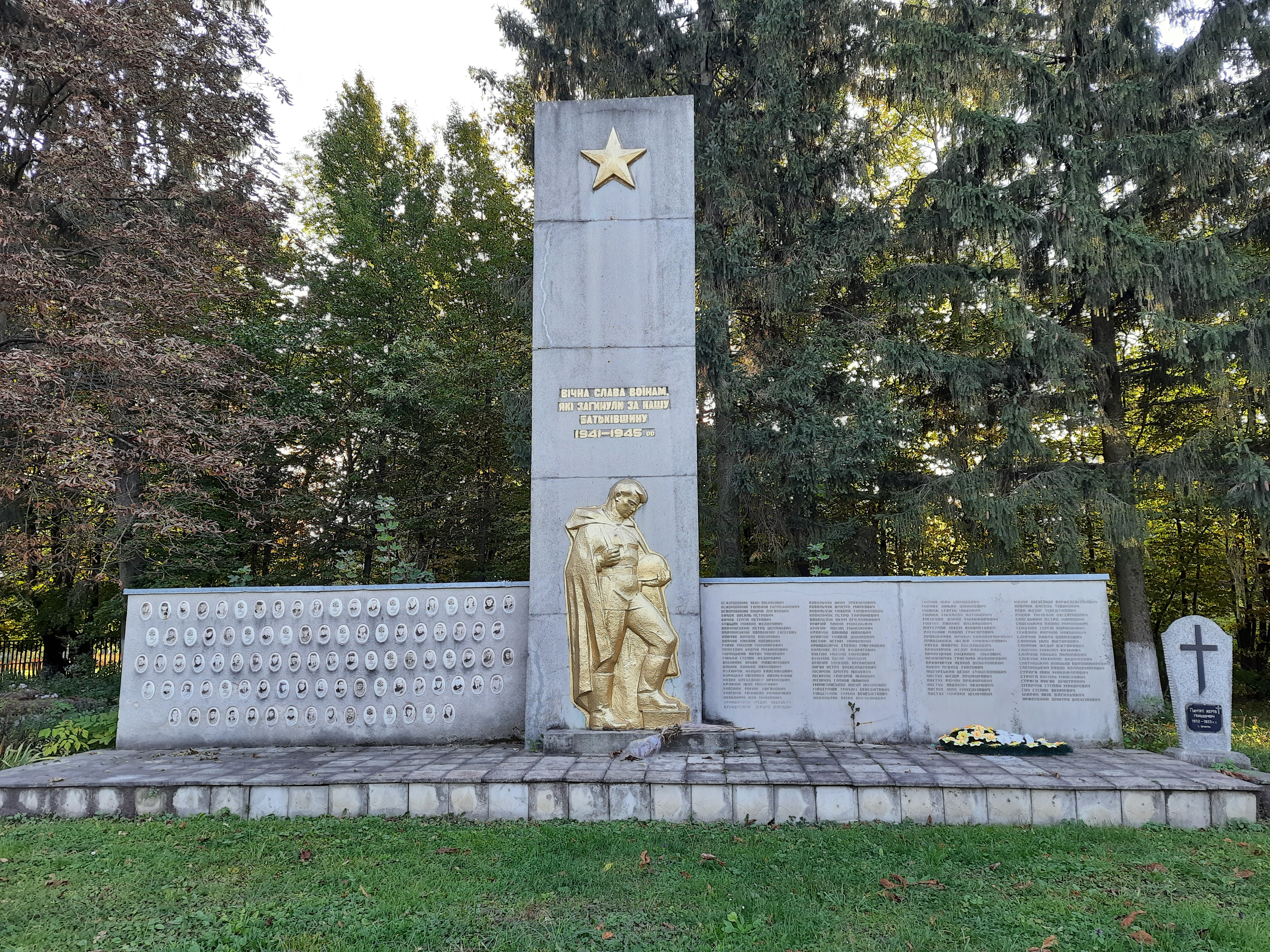
Пам'ятний знак на честь воїнів-односельців

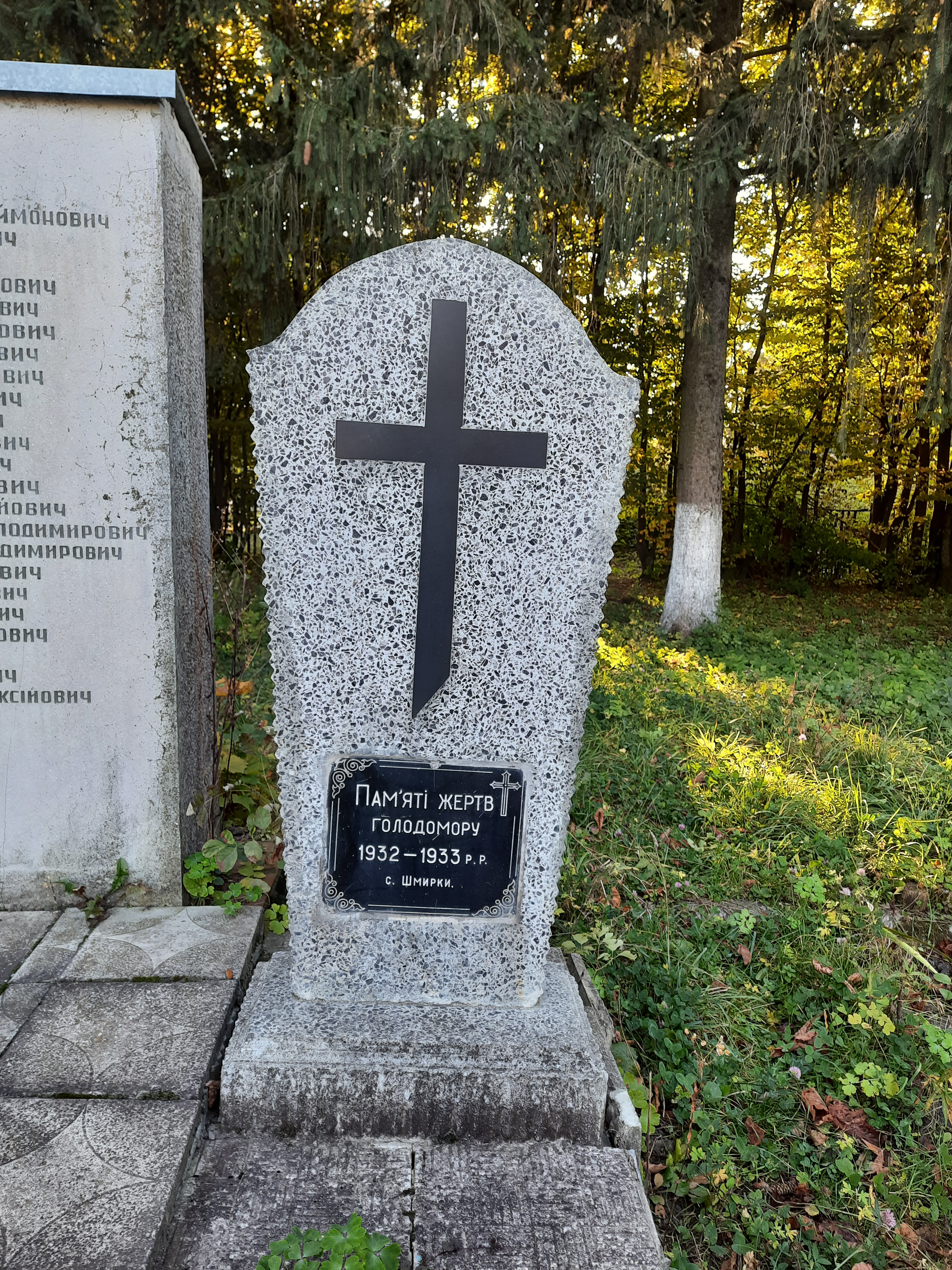
Памятний знак жертвам голодомору.

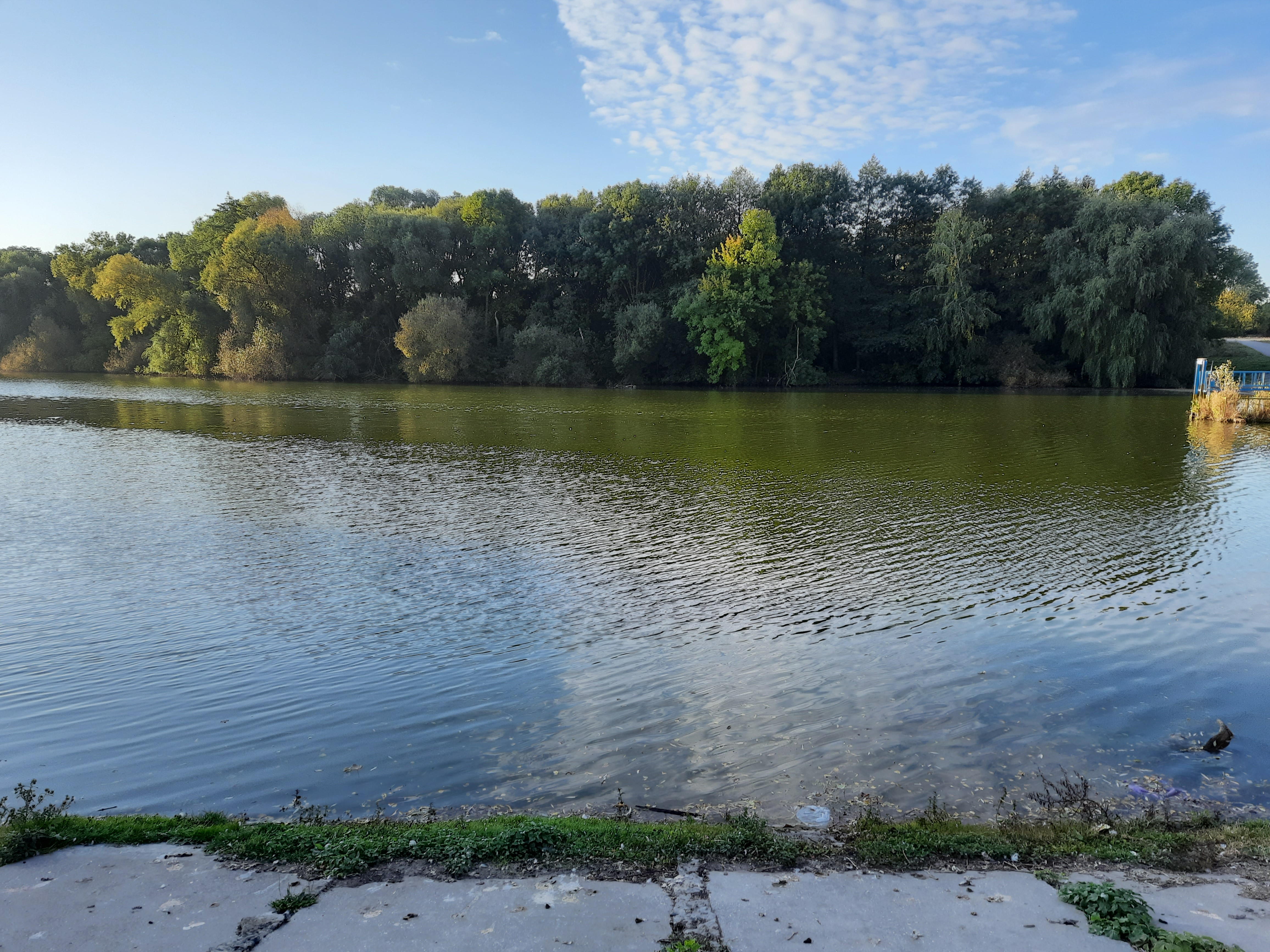
Сільський став

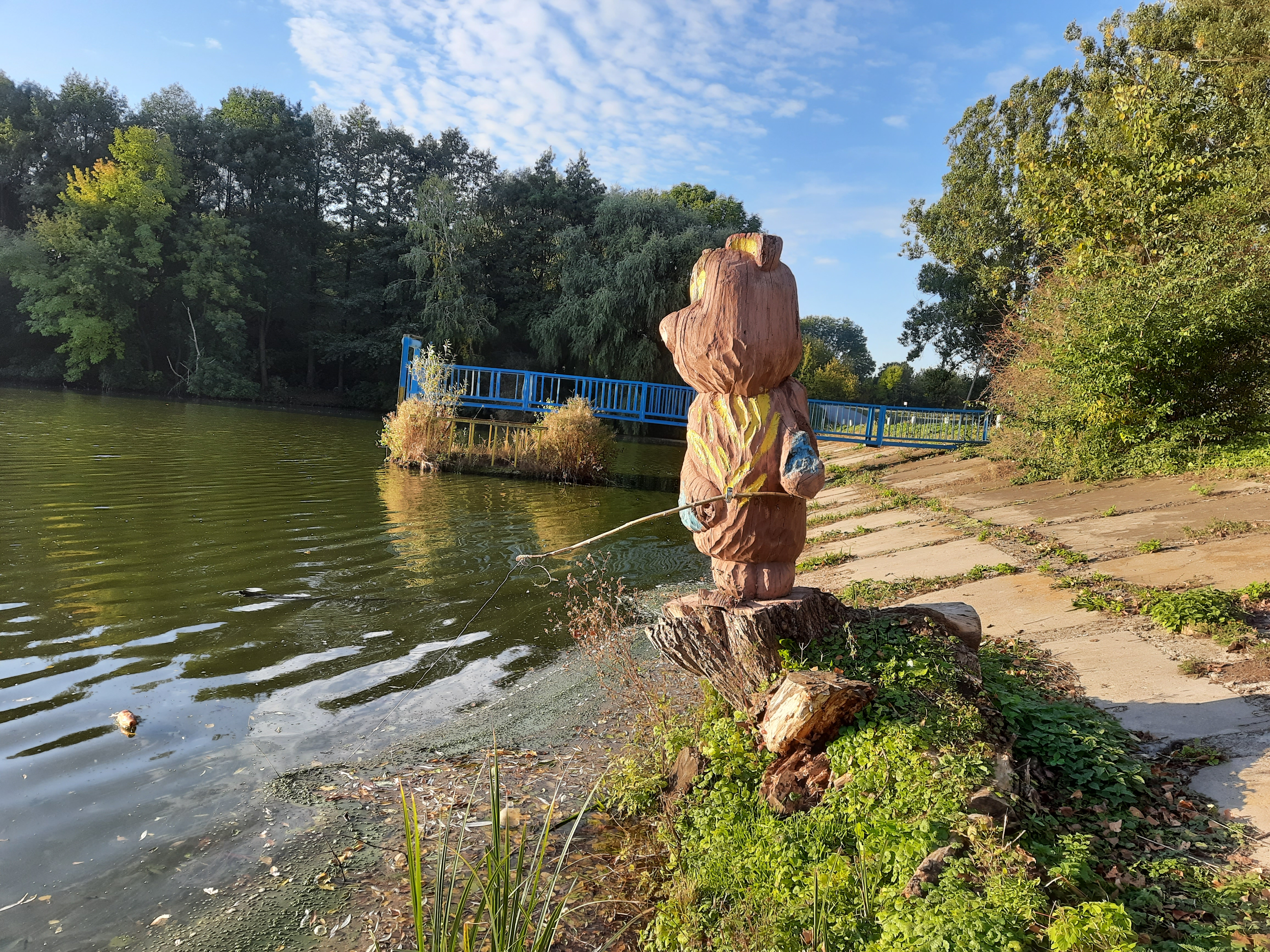
Набережна ставка

Шми́рки — село в Україні, в Наркевицькій селищній територіальній громаді Хмельницького району Хмельницької області. Населення становить 472 особи.

## Географія
Селом протікає річка Безіменна, права притока Случі.
Село Шмирки розташоване в ледь помітній долині. З південної сторони його знаходяться три зариблених ставки. Мешканці села беруть воду з колодязів, яких тут шість, розташованих в різних місцях. Місцевість — рівнина, безліса і чорноземна. Ґрунтові дороги рівні. З південно-східної сторони проходить велика дорога з Волочиська на Старокостянтинів. Клімат помірний, не сприяє розвитку епідеміологічних хвороб.

## Історія
Село Шмирки може пишатися своєю давньою історією. За переказами людей (можливо правдивими, можливо надуманими), село Шмирки виникло всередині XVI століття. На території села колись був ліс, який з'єднувався з теперішнім лісом і простягався далі на південь в напрямку села Березина. Саме в центрі, де сьогодні розміщена лікарня і сільська рада, була велика лісова галявина, яка омивалась з заходу, півночі і півдня річкою. На цій галявині було закладено баштан місцевого поміщика, який проживав в селі Малі Жеребки. Для нагляду за баштаном йому потрібен був сторож. Тому тут була збудована перша невеличка хатинка для поміщицького городника, в якій він проживав із сім'єю, виконуючи при цьому одночасно роль сторожа.
Місце, де знаходився баштан, звідусіль оточували віковічні смереки. Тому-то поміщицькі придворні називали його «Смереками». З часом це слово зазнало фонетичних змін, звук «с» змінився на «ш», і стали вимовляти «Шмереки». Пізніше ліс стали викорчовувати і на його місці стали поселятися закріпачені селяни. Поступово росло село, і його спочатку називали «Шмерки», а пізніше Шмирки.

### Часи Острозьких
В XVI столітті це село входило до складу просторих маєтків князів Острозьких, що володіли містами, містечками і селами на південно-східній Волині. Кордон між тодішніми Волинською і Подільською губерніями проходив по невеличкій річці під назвою Бужок, притокою Південного Бугу, що протікає між селами Личівка і Копачівка-2. Для того, щоб уявити собі розміри князівських володінь, достатньо назвати лише ті міста, які в свій час були засновані цією династією — Старокостянтинів, Новоконстянтинів, Острог, Острополь, Базалія (на честь цього ж Костянтина-Василія — на латині Базалія). У 1593 році село Шмирки в числі інших поселень, що входили до складу Базалійської волості князя Костянтина Костянтиновича Острожського, воєводи Волинського, було спустошене і розорене татарами. Це відомо з донесень возних Кшиштофа Щуки та Станіслава Янковського Луцькій міській управі від 7 грудня 1601 року про огляд цих поселень, причому вони констатували, що «людей в нихъ нимашъ».1

### Інші династії
Після занепаду роду князів Острожських в 1620 році село розділило історичну долю інших маєтків, що входили до складу так званої Острожської ординації. В цей період Шмирки довгий час знаходились в орендному володінні дворян Оранських. На основі відомої Кольбушевської транзакції 1753 року 7 грудня воно в числі інших сіл Констянтинівського ключа Волинського воєводства дісталось старості Голштинському князеві Францу Любомирському. В цій транзакції село згадується під іменем «Шмерокъ пана Оранского».
Після цього село деякий час перебувало у володінні двору Вислоцьких, трохи пізніше — двору Лоховських. У 1875 році Лоховський продав цей маєток російському генералові Олександру Володимировичу Лохвицькому. О. В. Лохвицький (1830—1884) був досить відомим юристом в Російській імперії. Закінчивши Московський університет, він довгий час викладав право в Ришелєвському і Олександіврському ліцеях, займав відповідальні пости в закладах міністерства юстиції, написав ряд книг з історії права і юриспруденції. В 1869 році залишив державну роботу в звані, що відповідає генеральському, і став виступати захисником в карних справах. Адвокатська діяльність Лохвицького неодноразово була об'єктом обговорення в суспільстві, обростаючи чутками й стаючи майже легендарною. Він брався за безнадійні справи і обов'язково вигравав судові процеси. Це викликало незадоволення в вищих правлячих колах і під їх тиском Московська рада присяжних примусила прийняти постанову про виключення Лохвицького з числа присяжних повноважних. Але ця постанова була відмінена в вищих судових інстанціях. Стомлений судовими справами, Лохвицький досить часто приїжджав на відпочинок до свого маєтку в Шмирках. Тутешня місцевість була до душі відомому юристові, і він розпорядився розпочати спорудження садиби і закладку парку. Але завчасна смерть на 54-му році життя перервала зачин Лохвицького.
Після його смерті вдова продала Шмирки генералу Павлові Миколайовичу Кічу, який був у той час у відставці і займав посаду голови губернського комерційного суду. Якраз генерал Кіч і завершив задумане попереднім господарем і побудував в селі садибу. В першу чергу було побудовано добротний дім поміщика, трохи пізніше споруджено конюшню і флігель. Фасади двох цих будівель прикрасили колони, портики, балюстради, рельєфна арка, і тому їх зовнішній вигляд більш пишний, ніж сам дім поміщика. Крім того, на території садиби був споруджений дім економа та інші господарські будівлі, а також посаджено парк і упорядковано три ставки. Ставки постійно доглядалися. Їх очищали до піску і було видно, як плавала у воді риба. Для очищення ставків наймали татар. В одному ставку весь намул вони звезли в центр і утворився маленький острів, який назвали «Кемпою» («Кемпінг» — місце для відпочинку). Там посадили дерева і квіти. З берега до острова був прокладений навісний дерев'яний місток. Там пани відпочивали влітку. Весь панський маєток був обнесений високою дерев'яною огорожею з двома брамами для в'їзду і виїзду. Селянам ці брами відчиняли лише в святкові дні, коли вони йшли до церкви. Слід зазначити, що весь комплекс садиби в Шмирках зберігся до наших днів. Правда, від парку залишилось лише кілька старих ялин та лип. Занедбаним стоїть дім економа, а ось інші будівлі перебувають в досить гарному, як для столітніх будов, стані й досі активно використовуються для потреб села. Так, в домі поміщика в свій час була школа, потім лікарня, а тепер розміщується поштове відділення. Флігель займає контора колгоспу, в будинку конюшні з 50-х років — клуб і бібліотека. Це свідчить про відмінну якість панських будинків, яким вдалося простояти більше сотні літ і зберегти свою функціональність і неповторну красу. В Шмирках старовинні будівлі прекрасно збереглися.
Коли старий пан захворів і помер в Одесі, то ховати його привезли в Шмирки. Біля церкви побудували дзвіницю і там його поховали в склепі з усіма почестями. Після революції його тіло перенесли на сільський цвинтар. Маєток успадкував його син Кіч Пилип Павлович. Під час революції молодий пан Кіч виїхав в Чорний Острів, а потім довгий час перебував в Проскурові. Перед від'їздом за кордон Кіч приїхав в Шмирки. Тут він зібрав селян і прохав їх не розбирати панські маєтки. Він говорив, що якщо повернеться, то вони будуть його, а якщо ні, то всі панські будинки будуть належати селянам. Можливо, саме тому багато панських будинків збереглося. В 1927 році пан Кіч виїхав за кордон.

### Михайлівська церква
А якщо комусь доведеться побувати в Шмирках, то радимо відвідати дерев'яну Михайлівську церкву, закладену ще в 1754 році, яка на сьогодні є одним з найстаріших дерев'яних храмів, що збереглися в нашій області.

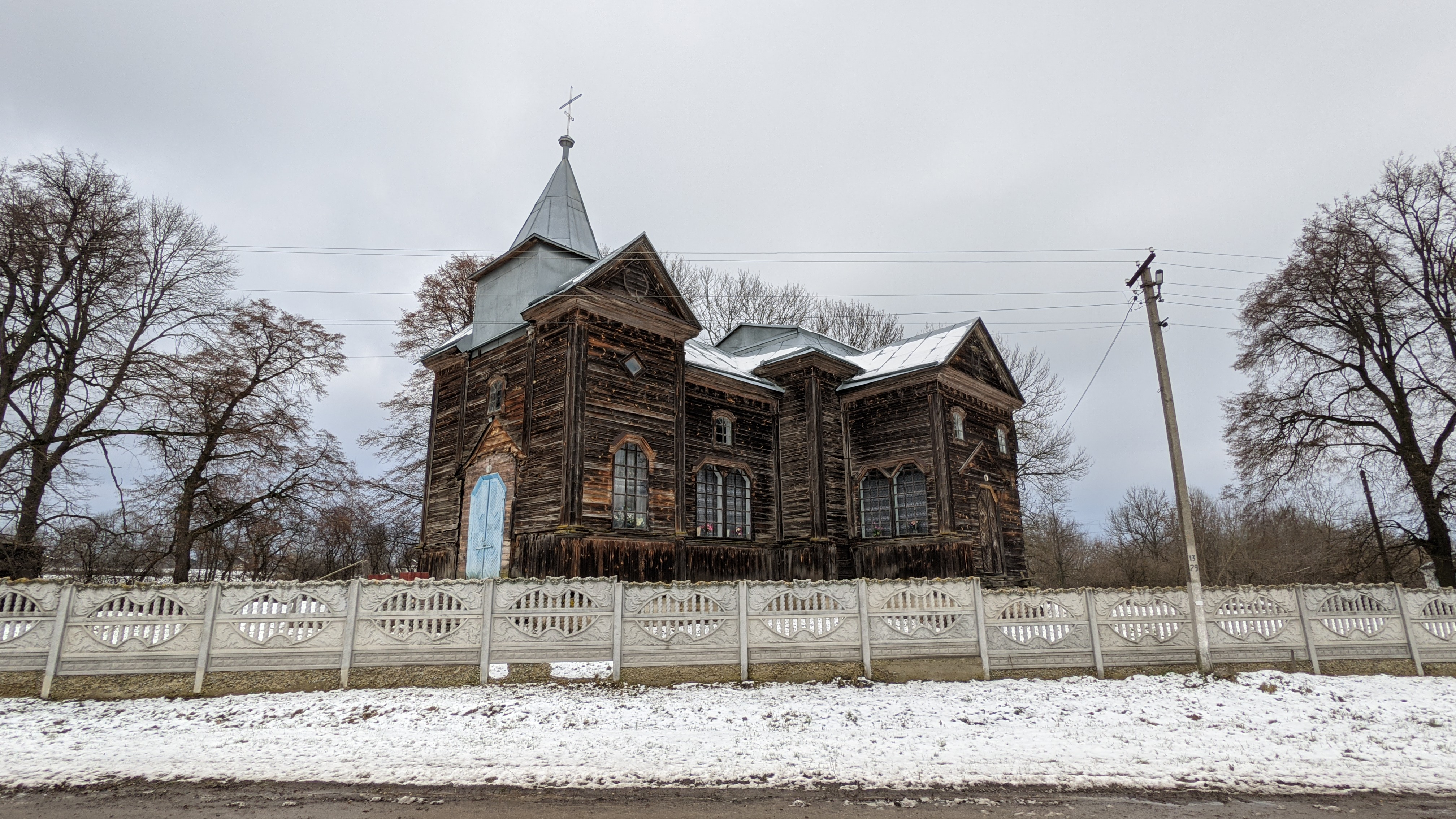
Михайлівська церква

Церква в с. Шмирки побудована на честь Святого Архистратига Михаїла у 1754 році, Деревяним майстром Андрієм Сліпчуком. Який крім цеого збудував лікарню у 1781 році. Дерев'яна, з такою ж дзвіницею, стоїть вона посеред села, на рівному місці поблизу селянських домівок. У 1853 році поставлена на кам'яний фундамент, покладено нові дубові підвали, постелено нову підлогу, оновлено іконостас, вся церква обшита новими дошками, вкрита металевим покриттям і пофарбована. У 1887 році на кошти прихожан знову пофарбовано і оновлено іконостас. Храм побудований у вигляді шестигранної башти, одноповерховий, круглий, висотою 20 аршин, шириною- 9, довжиною — 21. Три куполи та хрести на куполах дерев'яні, оббиті залізом і пофарбовані у жовтий колір. На захід від храму розташована двоповерхова дзвіниця в три сажні два аршини. Дзвонів шість: перший — у шість фунтів, другий — 18 фунтів, третій — 24, четвертий -1 пуд 4 фунти, п'ятий -9 пудів 35 фунтів із зображенням Богоматері з Божим дитям і підписом «1864 року», шостий - 35 пудів 10 фунтів із зображенням Спасителя з однієї сторони і Божої Матері з іншої і надписом зверху: «1864 Фінляндського в Москві заводу Н. Д.», придбаний у 1885 році помішиком Лохвицьким і прихожанами за 560 карбованців. Дерев'яна дощана огорожа навколо церкви побудована прихожанами в 1886 році. Всередині церква має вигляд квадратної палати. Храм темний і вузький. Іконостас дерев'яний, різьблений, з колонами, позолочений, чотириярусний. На видному місці розташована вищезгадана давня ікону Богоматері. Серед церковних витворів є срібна 84-ї проби позолочена єлейниця — подарунок церкві Государині Імператриці Марії Олександрівни.
Проводи відбуваються у світлу суботу. Сповідь ведеться з 1807 року, метричні книги зберігаються з 1831 року, оглядові книги — з 1804 року, прихідно-розхідні книги — з 1832, церковний літопис — з 1892 року, опис церковного майна — з 1867.
Землі при церкві: садиба з городами — 2 десятини 848 сажнів, орної землі — 27 десятин 1940 ½ сажнів, сіножать з лісом — 5 десятин 440 сажнів, під церковними забудовами — 341 сажень, під дорогами 27 1/3 сажня — всього 35 десятин 1197 сажнів. На цю землю є план, заявлений в Староконстянтинівському суді і записаний 1838 року 25 жовтня № 389. При загальному розмежуванні селянських земель від поміщицьких дві церковних частини по 15 десятин 339 сажнів у 1870 році відведено в іншому місці, на що є план і геодезичний опис границь, складений дільничним землеміром Миколою Теодоровичем 3 жовтня 1870 року. Земля -прекрасні чорноземи. Причть священика — 300 карбованців і псаломщика 50 карбованців. Дім і господарські будівлі священика споруджені у 1847 році попереднім священиком Іаковом Павловичем за власні кошти і вже зруйновані. Дім і господарські будівлі псаломщика споруджені прихожанами в 1875 році. Однокласне народне училище Міністерства народної освіти існує з 1873 року. Церковно-приходської школи немає. Священнослужителями при церкві с. Шмирки були: Іаків Фостекъ — греко-католик до 1794 року, потім православні Стефанъ Кубинський, Єлісей Пижицький, Григорій Лотоцький, Іаків Павлович, Онисим Флорович Оберський , уродженець села Гаврилівна, який закінчив Волинську духовну семінарію в 1871 році. 24 лютого 1872 року він був призначений священиком в с. Кирилівка, а 30 липня цього ж року переведений до Шмирківського приходу і нині тут служить (1898). Псаломщик Дем'ян Флорович Бучинський, уродженець м. Білогородки, служить в цьому приході з 1898 року. За даними 1896 року, дворів в приході 102, прихожан 832, римо-католиків 40; євреїв 15. Про рух населення в приході можна судити за даними таблиці:
| Роки       | Народилось | Шлюбів            | Померло |            |            |        |     |     |
| Чол. статі | Жін. Статі | Незаконно народж. | Всього  | Чол. статі | Жін. Статі | Всього |     |     |
| 1831-1840  | 116        | 95                | 1       | 212        | 68         | 112    | 122 | 234 |
| 1841-1850  | 121        | 137               | 2       | 260        | 52         | 116    | 121 | 237 |
| 1851-1860- | 113        | 136               | 3       | 252        | 50         | 72     | 101 | 173 |
| 1861-1870  | 132        | 120               | -       | 252        | 67         | 114    | 119 | 233 |
| 1871-1880  | 170        | 173               | 4       | 347        | 71         | 121    | 125 | 246 |
| 1881-1890  | 193        | 180               | 6       | 379        | 71         | 117    | 118 | 235 |
| 1891       | 18         | 16                | -       | 34         | 6          | 8      | 15  | 23  |

Село у XX столітті
Невдовзі після жовтневого перевороту у листопаді 1917 року при допомозі по-більшовицьки налаштованих солдатів Південно-Західного фронту село опинилось під червоною окупацією.
У 1929 році розпочалась примусова колективізація. Було створено два колгоспи «Нова доба» та «Нове життя».
Лихоліття 33-го в Шмирках не було позначене людськими жертвами. Населення хоча і голодувало, але випадків смерті не було. В сусідніх селах люди вмирали десятками, та Шмирки Бог милував. Зі свідчень очевидців, людям приходилось їсти торішню гнилу картоплю, шукати по берегах слимаків, діставати з дерев молодих воронят та випікати млинці із лободи — і при цьому діяв закон «Трьох колосків», коли не можна було підібрати з поля загубленого після жнив зерна. В людей конфісковували жорна з тією метою, щоб вони не могли змолоти собі борошна, якщо їм вдасться десь знайти зерна.
З розповіді очевидця Сліпчука Д. М.: "Приходилось їсти млинці з насіння лободи. Одного разу ми назбирали достатньо такого насіння, додали дві пригорщі крадькома підібраної з поля пшениці, змололи його і спекли кільканадцять млинців. До чого ж вони були смачні! Їх смак пам'ятаю до сьогодні. Навіть є така мрія — попробувати спекти їх ще раз. Чи були б вони такими смачними сьогодні?"
Шостого липня 1941 року німці підійшли до Шмирок. Радянська армія повернулась до села 5 березня 1944 року. З фронтів Німецько-радянської війни не повернулось 93 селянина. 

### Відновлення сільського господарства
Колгоспники нашого села в найкоротший строк відбудували зруйноване господарство, підвищили врожайність сільськогосподарських культур. У 1947 році колгоспники одержали по 29,3 центнера зернових з одного гектара. За досягнуті успіхи у вирощуванні високих врожаїв зернових культур багато колгоспників було нагороджено орденами і медалями.
Сільськогосподарське виробництво постійно зростало. З 1953 по 1963 рік врожайність жита зросла з 9,5 цнт до 11 цнт, пшениці з 15,6 до 18,3 цнт з гектара, надій молока з 789 до 1387 літрів на фуражну корову.
У 1963 році колгосп «40-річчя Жовтня» села Шмирок об'єднався з колгоспом «Аврора» села Личівка. Відтоді колгосп с. Шмирки носить ім'я «Аврора». Головою правління було обрано Коломійця Миколу Тимофійовича. У 1966 році в колгоспі зросли нові маяки сільськогосподарського виробництва.
Це такі колгоспники: комбайнер Пастух П. М., який намолотив 8 000 цнт дорідного зерна, та Гуляк Ольга Артемівна, яка на площі 27 гектарів виростила по 520 цнт з гектара цукрових буряків. Колгосп мав достатню кількість техніки — 20 тракторів, 12 автомашин, достатню кількість сільськогосподарських знарядь. Утримувалося 1100 голів ВРХ, в тому числі 400 дійних корів, середня продуктивність яких становила 2500 кг молока, свиней — 500 голів, овець — 800 голів, курей — 1000 штук.
Змінилось обличчя села. Було побудовано багато нових добротних будинків. Працювала середня школа, де навчалося 360 учнів, дільнична лікарня на 25 місць, аптека, бібліотека, Будинок культури. У 1976 році вступив в дію механізований тваринницький комплекс на 400 голів корів. Розпочалася робота по підведенню природного газу.
У 1980 році змінився керівний склад колгоспу. Головою був призначений Степанюк Григорій Вікторович. У цей період відбулося ряд перетворень, підвищився культурний рівень життя. Було побудовано добротну школу на 198 місць та дитячий садок на 100 місць, завершено підведення газу до будинків колгоспників. Нового рівня досягнуто в колгоспному виробництві. Урожайність пшениці сягнула 46—50 цнт/га, цукрових буряків — понад 350 цнт/га, надої молока — 3000 кг на корову, а окремі доярки, зокрема Калинюк М., досягли 5-тисячного рубежу.
У 1986 році було змінено керівний склад. Головою правління призначено Пахольчука Д. П. Реставровано панські будинки, здійснено капітальний ремонт доріг, проведено реконструкцію ставків. Вступає в дію медична амбулаторія, поштове відділення, ощадна каса.

### Незалежність та розпад колективних господарств
У 1991 році, після здобуття Україною незалежності, досягнувши найвищого рівня розвитку, колгосп роз'єднується — знову утворюється два колективних господарства: у с. Личівка — «Хлібороб», в с. Шмирки — «Аврора». Колгоспне виробництво починає занепадати. Зміна керівництва (Дячук, Рикун, Ярощенко, Тесля, Томашевський) та відсутність підтримки села державою, призводить до повного розвалу сільськогосподарського виробництва. Усю худобу знищено, с/г техніку та знаряддя, основні засоби продано або забрано за борги. Колгоспники роками не отримують заробітної плати. Селянську землю розпайовують, але змоги працювати на ній самостійно немає. Тому скрізь приходить великий землевласник з великими грошима сумнівного походження. Весь заробіток, який має селянин за здану в оренду частку паю — це три центнери зерна на рік. В таких умовах залишатись на селі молодь не має змоги. Усі «втікають» до міста, де можна хоч якимось чином заробити трохи грошей і якось утримувати сім'ю. Тому різко стала зменшуватись кількість населення в селі. Зросла смертність. У 2006 році по сільській раді народилось 4 дитини, а померло 46 людей. В школі навчається 87 дітей.